# Yakhontovita
La yakhontovita és un mineral de la classe dels silicats, que pertany al grup de l'esmectita. Rep el seu nom de Liia Yakhontova (1926), professor de mineralogia de la Universitat Estatal de Moscou (Rússia).

## Característiques
La yakhontovita és un fil·losilicat de fórmula química (Ca,Na)0.5(Cu,Fe,Mg)₂(Si₄O10)(OH)₂·3H₂O que va ser aprovat per l'Associació Mineralògica Internacional l'any 1984. Cristal·litza en el sistema monoclínic en forma d'agregats de cristalls equants de fins a 10 micròmetres. La seva duresa a l'escala de Mohs és 2 a 3.
Segons la classificació de Nickel-Strunz, la yakhontovita pertany a «09.EC - Fil·losilicats amb plans de mica, compostos per xarxes tetraèdriques i octaèdriques» juntament amb els següents minerals: minnesotaïta, talc, willemseïta, ferripirofil·lita, pirofil·lita, boromoscovita, celadonita, chernykhita, montdorita, moscovita, nanpingita, paragonita, roscoelita, tobelita, aluminoceladonita, cromofil·lita, ferroaluminoceladonita, ferroceladonita, cromoceladonita, tainiolita, ganterita, annita, ephesita, hendricksita, masutomilita, norrishita, flogopita, polilithionita, preiswerkita, siderofil·lita, tetraferriflogopita, fluorotetraferriflogopita, wonesita, eastonita, tetraferriannita, trilithionita, fluorannita, shirokshinita, shirozulita, sokolovaïta, aspidolita, fluoroflogopita, suhailita, yangzhumingita, orlovita, oxiflogopita, brammal·lita, margarita, anandita, bityita, clintonita, kinoshitalita, ferrokinoshitalita, oxikinoshitalita, fluorokinoshitalita, beidel·lita, kurumsakita, montmoril·lonita, nontronita, volkonskoïta, hectorita, saponita, sauconita, spadaïta, stevensita, swinefordita, zincsilita, ferrosaponita, vermiculita, bileyclor, chamosita, clinoclor, cookeïta, franklinfurnaceïta, gonyerita, nimita, ortochamosita, pennantita, sudoïita, donbassita, glagolevita, borocookeïta, aliettita, corrensita, dozyita, hidrobiotita, karpinskita, kulkeïta, lunijianlaïta, rectorita, saliotita, tosudita, brinrobertsita, macaulayita, burckhardtita, ferrisurita, surita, niksergievita i kegelita.

## Formació i jaciments
Va ser descoberta l'any 1984 al dipòsit d'estany de Pridorozhnoye, a Komsomolski (Khabarovskiy Kray, Rússia), en filons i revestiments de mineral de sulfur i cassiterita oxidats. També se n'ha trobat a Karnasurt (Rússia), Vilafermosa (Castelló, Espanya), Garfield (Nevada, Estats Units) i San Simon (Nou Mèxic, Estats Units). Es troba associada a altres minerals com: pirrotina, calcopirita, pirita, estannita, malaquita, pseudomalaquita, crisocol·la i quars.